# Rafał Dzierżek
Rafał Dzierżek ze Skrzyńca herbu Nieczuja (ur. 1738, data śmierci nieznana) – generał major wojsk koronnych, brygadier komenderujący w Dywizji Wołyńskiej i Podolskiej w 1792 roku, uczestnik wojny polsko rosyjskiej 1792, starosta olechowiecki i malczowski.
Syn Wojciecha, starosty bachtyńskiego. W kawalerii służył od roku 1760 jako towarzysz. W 1768 awansował na chorążego, w 1771 na porucznika i rotmistrza. W 1777 został brygadierem 1 Brygady Kawalerii Narodowej w Dywizji Ukraińskiej i Podolskiej. 10 grudnia 1783 awansował na generała majora. Od 1789 brygadier 7 Brygady Kawalerii Narodowej, którą dowodził w wojnie polsko rosyjskiej 1792. 
24 czerwca 1792 pozbawiony dowództwa za niesubordynację.
Odznaczony orderem Św. Stanisława w 1776.